# Serhij Artiuch
Serhij Wałentynowycz Artiuch, ukr. Сергій Валентинович Артюх (ur. 29 lipca 1985 w Doniecku) – ukraiński piłkarz, grający na pozycji napastnika, a wcześniej pomocnika.

## Kariera piłkarska

### Kariera klubowa
Wychowanek Szkoły Piłkarskiej Olimpik Donieck, barwy której bronił w juniorskich mistrzostwach Ukrainy (DJuFL). W 2003 rozpoczął karierę piłkarską w drugiej drużynie Metałurha Donieck, po czym powrócił do Olimpiku Donieck. Latem 2006 przeszedł do Worskły Połtawa, w składzie której 20 sierpnia 2006 roku zadebiutował w Ukraińskiej Wyszczej Lidze w meczu ze Stalą Ałczewsk (1:0). Na początku 2008 przeniósł się właśnie do Stali, a latem wyjechał do Azerbejdżanu, gdzie został piłkarzem klubu Simurq Zaqatala. Na początku 2010 powrócił do Ukrainy, gdzie w pierwszej połowie bronił barw FK Połtawa, a w drugiej połowie Zakarpattia Użhorod. W lutym 2011 opuścił zakarpacki klub i powrócił do Olimpiku Donieck. W drugiej połowie 2011 roku bronił barw azerskiego klubu Turan Tovuz. W 2012 przeniósł się do Rəvan Baku. W lipcu 2012 powrócił do Ukrainy, gdzie został piłkarzem klubu Naftowyk-Ukrnafta Ochtyrka.

## Sukcesy i odznaczenia

### Sukcesy klubowe
- brązowy medalista Mistrzostw Azerbejdżanu: 2009